# Проекционная клавиатура

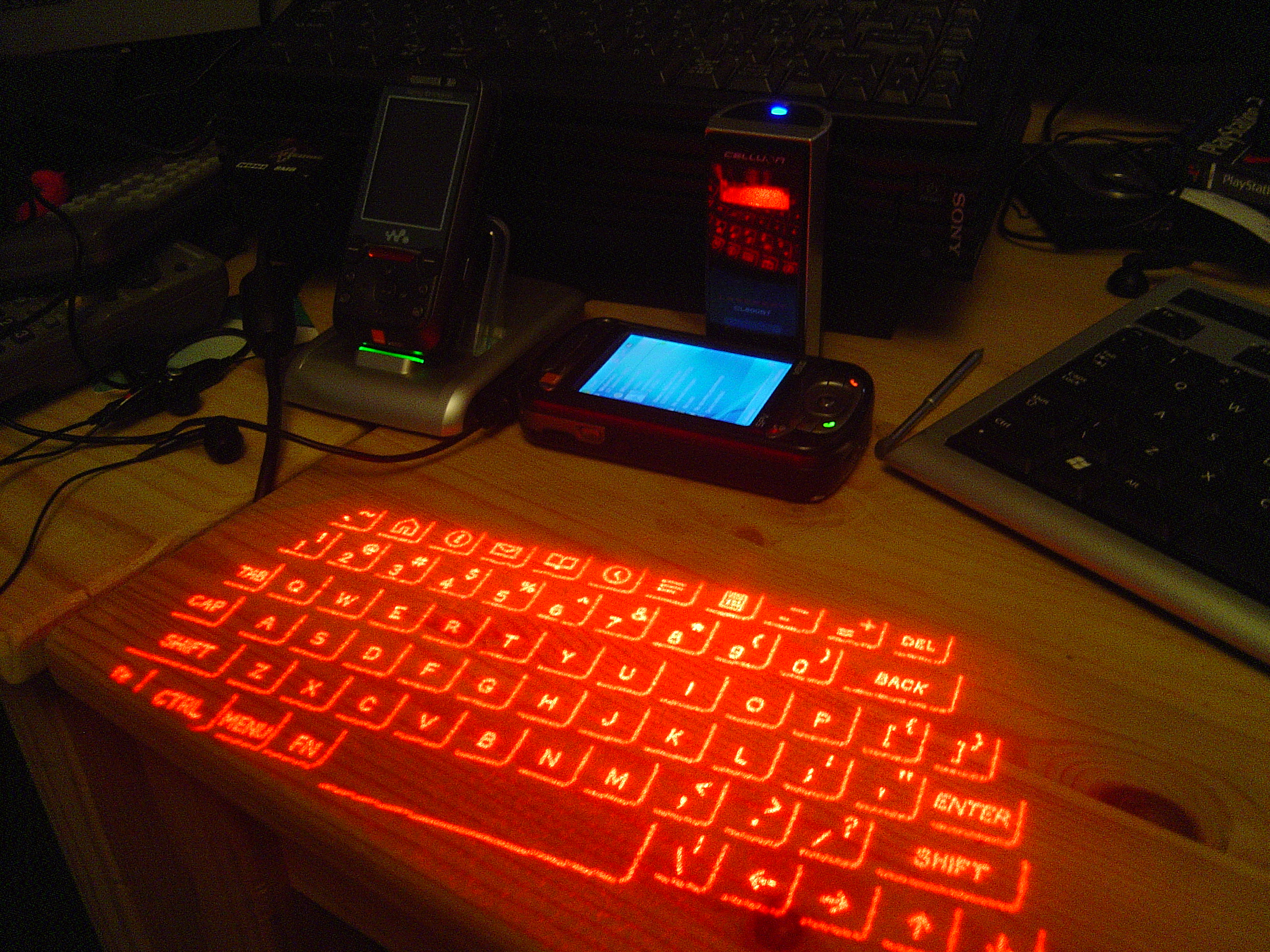
Проекционная клавиатура

Проекционная клавиатура — разновидность компьютерной клавиатуры, представляющая собой оптическую проекцию клавиатуры на какую-либо поверхность, на которой и производится касание виртуальных клавиш. Клавиатура отслеживает движения пальцев и переводит их в нажатия клавиш. Большинство разработанных систем может функционировать также как виртуальная мышь и даже как виртуальная музыкальная клавиатура пианино. Предлагаемая к продаже система P-ISM, реализующая проекционную клавиатуру в сочетании с небольшим видеопроектором, является портативным компьютером размером с пишущую ручку. Главный недостаток такой клавиатуры — невозможность печати во многих условиях, например на улице.

## Принцип работы
1. Лазер или проектор проецирует изображение клавиатуры на плоскую горизонтальную поверхность.
2. Датчик или видеокамера в проекторе фиксирует движения пальцев.
3. Вычисляются координаты произведённых действий и генерируются сигналы нажатия на клавиши.

В некоторых системах используется второй невидимый инфракрасный луч.
1. Невидимый инфракрасный луч проецируется поверх виртуальной клавиатуры.
2. Палец производит нажатие виртуальной клавиши. Это нажатие вызывает прерывание инфракрасного луча, и инфракрасный свет отражается обратно в проектор.
3. Отражённый инфракрасный луч проходит через инфракрасный фильтр в камере.
4. Камера фиксирует угол излучённого инфракрасного луча.
5. Сенсор вычисляет, в каком месте был прерван инфракрасный луч.
6. Вычисляются координаты произведённых действий и генерируются сигналы нажатия на клавиши.

## История
Оптическая виртуальная клавиатура была изобретена и запатентована инженерами IBM в 1992 году. С помощью оптики она обнаруживает и анализирует движения человеческих рук и пальцев и интерпретирует их как операции с физически несуществующим устройством ввода, представляющим собой поверхность с нарисованными или проецируемыми клавишами. Такое устройство позволяет эмулировать неограниченное количество типов ручных средств ввода (мыши, клавиатуры и т. д.). Все механические узлы ввода могут быть заменены таким виртуальным устройством, оптимальным для конкретного приложения и для индивидуальных физиологических особенностей пользователя, обеспечивая удобство работы и высокую скорость ручного ввода данных.
В 2002 году американская стартап-компания Canesta разработала проекционную клавиатуру с использованием своей собственной «электронной технологии восприятия». Затем компания продала лицензию на технологию корейской фирме Celluon.